# Doug Serrurier
Louis Douglas Serrurier (Germiston, 9 dicembre 1920 – Alberton, 3 giugno 2006) è stato un pilota automobilistico sudafricano.

## Carriera
Partecipò a 3 Gran Premi del Sud Africa di Formula 1 tra il 1962 e il 1965 qualificandosi per la gara solamente in 2 occasioni. Non giunse mai a punti.
Serrurier costruì le proprie automobili da corsa chiamandole LDS (da Louis Douglas Serrurier). 
Il primo modello prodotto era basato su una Lotus, ma in seguito vennero adattate per l'occasione vetture Brabham. Le LDS furono portate in pista da Serrurier stesso e da Sam Tingle.

## Risultati in Formula 1
| 1962 | Scuderia | Vettura |  |  |  |  |  |  |  |  |     |  |  | Punti | Pos. |
| ---- | -------- | ------- |  |  |  |  |  |  |  |  | --- |  |  | ----- | ---- |
| 1962 | LDS      | LDS     |  |  |  |  |  |  |  |  | Rit |  |  | 0     |      |

| 1963 | Scuderia | Vettura |  |  |  |  |  |  |  |  |  |    |  | Punti | Pos. |
| ---- | -------- | ------- |  |  |  |  |  |  |  |  |  | -- |  | ----- | ---- |
| 1963 | LDS      | LDS     |  |  |  |  |  |  |  |  |  | 11 |  | 0     |      |

| 1965 | Scuderia | Vettura |    |  |  |  |  |  |  |  |  |  |  | Punti | Pos. |
| ---- | -------- | ------- | -- |  |  |  |  |  |  |  |  |  |  | ----- | ---- |
| 1965 | LDS      | LDS     | NQ |  |  |  |  |  |  |  |  |  |  | 0     |      |

| Legenda | 1º posto     | 2º posto | 3º posto    | A punti         | Senza punti/Non class.  | Grassetto – Pole position Corsivo – Giro più veloce |
| Legenda | Squalificato | Ritirato | Non partito | Non qualificato | Solo prove/Terzo pilota | Grassetto – Pole position Corsivo – Giro più veloce |